# Uranothauma heritsia
Uranothauma heritsia is een vlinder uit de familie van de Lycaenidae. De wetenschappelijke naam van de soort is voor het eerst gepubliceerd in 1876 door William Chapman Hewitson.

## verspreiding
De soort komt voor in Soedan, Nigeria, Kameroen, Equatoriaal Guinea, Gabon, Congo-Brazzaville, Congo-Kinshasa, Oeganda, Rwanda, Kenia, Tanzania, Angola, Zambia en Malawi.

## Waardplanten
De rups leeft op Bridelia micrantha (Euphorbiaceae).

## Ondersoorten
- Uranothauma heritsia heritsia (Hewitson, 1876)
  - = Phlyaria heritsia heritsia (Hewitson, 1876)
- Uranothauma heritsia chibonotana (Aurivillius, 1910)
  - = Cupido chibonotana Aurivillius, 1910
- Uranothauma heritsia intermedia (Tite, 1958)
  - = Phlyaria heritsia intermedia Tite, 1958
- Uranothauma heritsia virgo (Butler, 1896)
  - = Hyreus virgo Butler, 1896